# Зенон Кошидовски
Зѐнон Кошидо̀вски (на полски: Zenon Kosidowski) е известен полски писател, есеист.

## Биография
Учи в Ягелонския университет след възстановяване независимостта на Полша след Първата световна война. В началото на 20-те години на 20 век като младеж приема идеите на полските експресионисти. В периода 1928 – 1939 е директор на радиото в Познан. С началото на Втората световна война емигрира в САЩ, където живее до 1951 г. След това се завръща в Полша, отдавайки се на литературно-публицистична дейност по значими общочовешки теми.

## Творби
- Szalony łowca (1922)
- Pożar (1927)
- Artystyczne słuchowisko radiowe (1928)
- Poemat o Stanisławie Wysockiej (1930)
- Fakty i złudy (1931)
- Gdy słońce było bogiem (1956)
Когато слънцето беше бог. Превод от полски Методи Методиев. 1968, 380 с.
Когато слънцето беше бог. Варна: Георги Бакалов, 1977, 344 с.
- Królestwo złotych łez (1960)
Царството на златните сълзи. Варна: Георги Бакалов, 1967, 480 с.
- Opowieści biblijne (1963)
Библейски сказания. София: Отечествен фронт, 1968, 404 с.
Библейски сказания. София: Наука и изкуство, 1980, 396 с.
- Rumaki Lizypa (1965)
Конете на Лизип. София: Наука и изкуство, 1982, 300 с.
- Opowieści ewangelistów (1979)
Евангелски сказания. Превод от полски Ангелина Дичева. София: Наука и изкуство, 1982, 376 с.
Евангелски сказания. София: Сиела, 2016, 436 с.

Произведенията му по библеистика са преведени на български и познати на българския читател благодарение на издателство „Народна младеж“.